# Anni Hammergaard Hansen
Anni Hammergaard Hansen (* um 1930; † um 2000, geborene Anni Jørgensen) war eine dänische Badmintonspielerin.

## Karriere
1948 machte Anni Jørgensen das erste Mal auf sich aufmerksam, als sie in ihrem Heimatland die Einzelmeisterschaften der Junioren U17 gewann. Fünf Jahre sollte es dauern, bevor sie 1953 ihren ersten Titel bei den Erwachsenen im Mixed mit ihrem späteren Ehemann Jørgen Hammergaard Hansen holte. 1957 gewann sie als Höhepunkt ihrer Karriere die All England, die damaligen inoffiziellen Weltmeisterschaften, im Damendoppel mit Kirsten Thorndahl.

## Sportliche Erfolge
| Saison    | Veranstaltung                                    | Disziplin   | Platz | Name                                                                  |
| --------- | ------------------------------------------------ | ----------- | ----- | --------------------------------------------------------------------- |
| 1947/1948 | Dänemark: Einzelmeisterschaften der Junioren U17 | Dameneinzel | 1     | Anni Jørgensen, Sundby                                                |
| 1952/1953 | Dänemark: Einzelmeisterschaften                  | Mixed       | 1     | Jørgen Hammergaard Hansen / Anni Jørgensen, Københavns BK             |
| 1954/1955 | Dänemark: Einzelmeisterschaften                  | Damendoppel | 1     | Aase Winther / Anni Jørgensen, Københavns BK                          |
| 1955/1956 | Dänemark: Internationale Meisterschaften         | Damendoppel | 1     | Anni Jørgensen / Kirsten Thorndahl                                    |
| 1955/1956 | Dänemark: Einzelmeisterschaften                  | Mixed       | 1     | Jørn Skaarup / Anni Jørgensen, Københavns BK                          |
| 1955/1956 | Deutschland: Internationale Meisterschaften      | Dameneinzel | 3     | Anni Jørgensen                                                        |
| 1955/1956 | Deutschland: Internationale Meisterschaften      | Mixed       | 1     | Jørgen Hammergaard Hansen / Anni Jørgensen                            |
| 1955/1956 | Dänemark: Internationale Meisterschaften         | Mixed       | 1     | Jørn Skaarup / Anni Jørgensen                                         |
| 1955/1956 | Deutschland: Internationale Meisterschaften      | Damendoppel | 1     | Anni Jørgensen / Hanne Jensen                                         |
| 1956      | Schweden: Internationale Meisterschaften         | Damendoppel | 1     | Anni Jørgensen / Kirsten Torndahl                                     |
| 1956      | Schweden: Internationale Meisterschaften         | Mixed       | 1     | Jørgen Hammergaard Hansen / Anni Jørgensen                            |
| 1956      | All England                                      | Mixed       | 2     | Jørgen H. Hansen / Anni Jørgensen                                     |
| 1956/1957 | Dänemark: Einzelmeisterschaften                  | Damendoppel | 1     | Kirsten Thorndahl, Amager BC / Anni Hammergaard Hansen, Københavns BK |
| 1957      | All England                                      | Damendoppel | 1     | Anni Hammergaard Hansen / Kirsten Thorndahl                           |
| 1957      | All England                                      | Mixed       | 2     | Jørgen H. Hansen / Anni Jørgensen                                     |
| 1958      | US Open/National                                 | Mixed       | 1     | Finn Kobberø / Anni Hammergaard Hansen                                |
| 1958      | Schweden: Internationale Meisterschaften         | Damendoppel | 1     | Kirsten Granlund / Anni Hammergaard-Hansen                            |
| 1958      | Schweden: Internationale Meisterschaften         | Mixed       | 1     | Jørgen Hammergaard-Hansen / Anni Jørgensen                            |
| 1962      | Schweden: Internationale Meisterschaften         | Mixed       | 1     | Finn Kobberø / Anni Hammergaard Hansen                                |